# Uleå domsaga
Uleå domsaga (finska: Oulun tuomiokunta) var en domsaga i Uleåborgs län, Finland, med fyra tingslag, omfattande Oulujoki, Uleåsalo, Karlö, Siikajoki, Paavola, Frantsila, Muhos, Utajärvi, Limingo, Tyrnävä, Temmes, Kempele och Lumijoki socknar samt Revolax kapell. Arealen var 6262 km².